# Copa de la CEI 2001
La Copa de la CEI 2001 es la novena edición de este torneo de fútbol a nivel de clubes organizado por la Unión de Fútbol de Rusia y que contó con la participación de 16 equipos representantes de los países que antes conformaban a la Unión Soviética.
El FC Spartak Moscow de Rusia venció al Skonto FC de Letonia en la final jugada en Moscú para ser campeón del torneo por sexta ocasión y tercera de manera consecutiva.
Fue la última edición en la que se jugó con el formato de dos divisiones por el descenso de Ucrania a la Primera División, regresando al formato original.

## Participantes
| Equipo                     | Clasificación                                         | Apariciones |
| -------------------------- | ----------------------------------------------------- | ----------- |
| División Superior          |                                                       |             |
| Spartak Moscow             | Campeón de la 2000 Russian Top Division               | 8           |
| Dynamo Kiev                | Campeón de la 1999–2000 Vyshcha Liha                  | 6           |
| Slavia Mozyr               | Campeón de la 2000 Belarusian Premier League          | 2           |
| FBK Kaunas                 | Campeón de la 2000 A Lyga                             | 3           |
| Skonto Riga                | Campeón de la 2000 Latvian Higher League              | 9           |
| Zimbru Chișinău            | Campeón de la 1999–2000 Moldovan National Division    | 8           |
| Varzob Dushanbe            | Campeón de la 2000 Tajik League                       | 3           |
| Köpetdag Aşgabat           | Campeón de la 2000 Ýokary Liga                        | 8           |
| Primera División           |                                                       |             |
| Araks Ararat               | Campeón de la 2000 Armenian Premier League            | 2           |
| Shamkir                    | Campeón de la 1999–2000 Azerbaijan Top League         | 1           |
| Levadia Maardu             | Campeón de la 2000 Meistriliiga                       | 2           |
| Torpedo Kutaisi            | Campeón de la 1999–2000 Umaglesi Liga                 | 1           |
| Zhenis Astana              | Campeón de la 2000 Kazakhstan Premier League          | 1           |
| Dustlik Tashkent           | Campeón de la 2000 Uzbek League                       | 2           |
| Zhashtyk-Ak-Altyn Kara-Suu | 4º de la 2000 Kyrgyzstan League                       | 1           |
| Rusia U21                  | Participante no oficial, no es elegible para ascender | 6           |

## Primera División

### Grupo C
| Equipo                     | J | G | E | P | GF | GC | GD  | Pts |
| -------------------------- | - | - | - | - | -- | -- | --- | --- |
| Torpedo Kutaisi            | 3 | 3 | 0 | 0 | 8  | 1  | +7  | 9   |
| Shamkir                    | 3 | 1 | 1 | 1 | 8  | 3  | +5  | 4   |
| Dustlik Tashkent           | 3 | 1 | 1 | 1 | 8  | 4  | +4  | 4   |
| Zhashtyk-Ak-Altyn Kara-Suu | 3 | 0 | 0 | 3 | 0  | 16 | -16 | 0   |

| 20 de enero de 2001 | Torpedo Kutaisi                      | 3 – 0 | Zhashtyk-Ak-Altyn Kara-Suu | Spartak Manege, Moscú                                         |                                                               |
|                     | Ashvetia 83' 89' · Shalamberidze 88' |       |                            | Asistencia: 1,000 espectadores Árbitro(s): Gennady Zhukovskiy | Asistencia: 1,000 espectadores Árbitro(s): Gennady Zhukovskiy |

| 20 de enero de 2001 | Shamkir               | 1 – 1 | Dustlik Tashkent | Spartak Manege, Moscú                                   |                                                         |
|                     | Ashurmatov 85' (a.g.) |       | Isoqov 6'        | Asistencia: 500 espectadores Árbitro(s): Ghenadie Orlic | Asistencia: 500 espectadores Árbitro(s): Ghenadie Orlic |

| 21 de enero de 2001 | Shamkir           | 1 – 2 | Torpedo Kutaisi              | Olympic Sport Complex, Moscú                               |                                                            |
|                     | Kvaratskhelia 58' |       | Ionanidze 20' · Ashvetia 60' | Asistencia: 3,000 espectadores Árbitro(s): Darius Mieželis | Asistencia: 3,000 espectadores Árbitro(s): Darius Mieželis |

| 21 de enero de 2001 | Dustlik Tashkent                                                          | 7 – 0 | Zhashtyk-Ak-Altyn Kara-Suu | Spartak Manege, Moscú                                  |                                                        |
|                     | Soliev 15' 56' 78' · Isoqov 19' 74' · Dokuchaev 21' (a.g.) · Akhmerov 58' |       |                            | Asistencia: 250 espectadores Árbitro(s): Mamed Mamedov | Asistencia: 250 espectadores Árbitro(s): Mamed Mamedov |

| 23 de enero de 2001 | Torpedo Kutaisi                             | 3 – 0 | Dustlik Tashkent | Spartak Manege, Moscú                                     |                                                           |
|                     | Ashvetia 47' · Ionanidze 69' · Asatiani 75' |       |                  | Asistencia: 550 espectadores Árbitro(s): Karen Nalbandyan | Asistencia: 550 espectadores Árbitro(s): Karen Nalbandyan |

| 23 de enero de 2001 | Zhashtyk-Ak-Altyn Kara-Suu | 0 – 6 | Shamkir                                                                          | Spartak Manege, Moscú                                    |                                                          |
|                     |                            |       | Rzayev 15' 86' (pen.) 88' (pen.) · I.Mammadov 65' · Kulykov 69' · M.Qurbanov 78' | Asistencia: 100 espectadores Árbitro(s): Andrejs Sipailo | Asistencia: 100 espectadores Árbitro(s): Andrejs Sipailo |

### Grupo D

#### Tabla No Oficial
| Equipo         | J | G | E | P | GF | GC | GD | Pts |
| -------------- | - | - | - | - | -- | -- | -- | --- |
| Rusia U21      | 3 | 3 | 0 | 0 | 9  | 5  | +4 | 9   |
| Araks Ararat   | 3 | 1 | 1 | 1 | 6  | 6  | 0  | 4   |
| Levadia Maardu | 3 | 0 | 2 | 1 | 5  | 7  | -2 | 2   |
| Zhenis Astana  | 3 | 0 | 1 | 2 | 3  | 5  | -2 | 1   |

#### Tabla Oficial
| Equipo         | J | G | E | P | GF | GC | GD | Pts |
| -------------- | - | - | - | - | -- | -- | -- | --- |
| Araks Ararat   | 2 | 1 | 1 | 0 | 4  | 3  | +1 | 4   |
| Levadia Maardu | 2 | 0 | 2 | 0 | 3  | 3  | 0  | 2   |
| Zhenis Astana  | 2 | 0 | 1 | 1 | 2  | 3  | -1 | 1   |

| 20 de enero de 2001 | Zhenis Astana | 1 – 2 | Araks Ararat         | Olympic Sport Complex, Moscú                                        |                                                                     |
|                     | Tlekhugov 64' |       | A.Hakobyan 45' 45+2' | Asistencia: 1,000 espectadores Árbitro(s): Andrejs Sipailo (Latvia) | Asistencia: 1,000 espectadores Árbitro(s): Andrejs Sipailo (Latvia) |

| 20 de enero de 2001 | Rusia U21                                     | 4 – 2 | Levadia Maardu                     | Spartak Manege, Moscú                                   |                                                         |
|                     | Mysin 2' · Bazayev 25' · Rodin 61' 83' (pen.) |       | Rõtškov 53' (pen.) · Tšelnokov 73' | Asistencia: 300 espectadores Árbitro(s): Nail Lutfullin | Asistencia: 300 espectadores Árbitro(s): Nail Lutfullin |

| 21 de enero de 2001 | Russia U21                                           | 3 – 2 | Araks Ararat      | Spartak Manege, Moscú                                    |                                                          |
|                     | Bazayev 20' (pen.) · Pavlyuchenko 41' · Trifonov 43' |       | H.Hakobyan 8' 27' | Asistencia: 250 espectadores Árbitro(s): Abduraim Babaev | Asistencia: 250 espectadores Árbitro(s): Abduraim Babaev |

| 21 de enero de 2001 | Levadia Maardu | 1 – 1 | Zhenis Astana | Spartak Manege, Moscú                                    |                                                          |
|                     | Fenin 82'      |       | Tlekhugov 63' | Asistencia: 200 espectadores Árbitro(s): Khagani Mamedov | Asistencia: 200 espectadores Árbitro(s): Khagani Mamedov |

| 23 de enero de 2001 | Zhenis Astana | 1 – 2 | Rusia U21                    | Spartak Manege, Moscú                                    |                                                          |
|                     | Aksenov 82'   |       | Pavlyuchenko 49' · Rodin 63' | Asistencia: 200 espectadores Árbitro(s): Darius Mieželis | Asistencia: 200 espectadores Árbitro(s): Darius Mieželis |

| 23 de enero de 2001 | Levadia Maardu                  | 2 – 2 | Araks Ararat                    | Spartak Manege, Moscú                                  |                                                        |
|                     | Bragin 42' · Rõtškov 64' (pen.) |       | Harutyunyan 4' · H.Hakobyan 88' | Asistencia: 500 espectadores Árbitro(s): Serhiy Shebek | Asistencia: 500 espectadores Árbitro(s): Serhiy Shebek |

## División Superior

### Grupo A
| Equipo          | J | G | E | P | GF | GC | GD | Pts |
| --------------- | - | - | - | - | -- | -- | -- | --- |
| Spartak Moscow  | 3 | 3 | 0 | 0 | 9  | 2  | +7 | 9   |
| Slavia Mozyr    | 3 | 1 | 1 | 1 | 6  | 7  | -1 | 4   |
| FBK Kaunas      | 3 | 1 | 0 | 2 | 5  | 6  | -1 | 3   |
| Varzob Dushanbe | 3 | 0 | 1 | 2 | 2  | 7  | -5 | 1   |

| 20 de enero de 2001 | Varzob Dushanbe | 0 – 2 | FBK Kaunas              | Spartak Manege, Moscú                                    |                                                          |
|                     |                 |       | Velička 8' · Dedura 62' | Asistencia: 700 espectadores Árbitro(s): Valentin Ivanov | Asistencia: 700 espectadores Árbitro(s): Valentin Ivanov |

| 20 de enero de 2001 | Spartak Moscow                | 3 – 1 | Slavia Mozyr | Olympic Sport Complex, Moscú                                 |                                                              |
|                     | Titov 43' · Irismetov 63' 87' |       | Vasilyuk 90' | Asistencia: 15,000 espectadores Árbitro(s): Karen Nalbandyan | Asistencia: 15,000 espectadores Árbitro(s): Karen Nalbandyan |

| 21 de enero de 2001 | Slavia Mozyr | 1 – 1 | Varzob Dushanbe  | Olympic Sport Complex, Moscú                           |                                                        |
|                     | Vasilyuk 45' |       | Ashurmamadov 46' | Asistencia: 500 espectadores Árbitro(s): Serhiy Shebek | Asistencia: 500 espectadores Árbitro(s): Serhiy Shebek |

| 21 de enero de 2001 | FBK Kaunas | 0 – 2 | Spartak Moscow                       | Olympic Sport Complex, Moscú                                |                                                             |
|                     |            |       | Hranovskyi 10' · Parfenov 57' (pen.) | Asistencia: 13,000 espectadores Árbitro(s): Viktor Kolpakov | Asistencia: 13,000 espectadores Árbitro(s): Viktor Kolpakov |

| 23 de enero de 2001 | Slavia Mozyr                                              | 4 – 3 | FBK Kaunas                                   | Olympic Sport Complex, Moscú                                 |                                                              |
|                     | Strypeykis 56' 82' · Vasilyuk 64' (pen.) · Lukashenko 79' |       | Velička 35' · Puotkalis 71' · Kančelskis 90' | Asistencia: 1,000 espectadores Árbitro(s): Merab Malaguradze | Asistencia: 1,000 espectadores Árbitro(s): Merab Malaguradze |

| 23 de enero de 2001 | Spartak Moscow                             | 4 – 1 | Varzob Dushanbe | Olympic Sport Complex, Moscú                               |                                                            |
|                     | Marcão 21' 79' · Irismetov 53' · Titov 76' |       | Khamidov 2'     | Asistencia: 8,000 espectadores Árbitro(s): Khagani Mamedov | Asistencia: 8,000 espectadores Árbitro(s): Khagani Mamedov |

### Grupo B
| Equipo           | J | G | E | P | GF | GC | GD | Pts |
| ---------------- | - | - | - | - | -- | -- | -- | --- |
| Skonto Riga      | 3 | 1 | 2 | 0 | 3  | 2  | +1 | 5   |
| Köpetdag Aşgabat | 3 | 1 | 2 | 0 | 2  | 1  | +1 | 5   |
| Zimbru Chișinău  | 3 | 0 | 2 | 1 | 4  | 5  | -1 | 2   |
| Dynamo Kiev      | 3 | 0 | 2 | 1 | 3  | 4  | -1 | 2   |

| 20 de enero de 2001 | Zimbru Chișinău              | 2 – 2 | Skonto Riga                                | Olympic Sport Complex, Moscú                             |                                                          |
|                     | Kulik 24' (pen.) · Berco 32' |       | Zemļinskis 26' (pen.) · Menteshashvili 30' | Asistencia: 1,000 espectadores Árbitro(s): Yuri Baskakov | Asistencia: 1,000 espectadores Árbitro(s): Yuri Baskakov |

| 20 de enero de 2001 | Dynamo Kiev | 1 – 1 | Köpetdag Aşgabat | Olympic Sport Complex, Moscú                              |                                                           |
|                     | Cernat 90'  |       | Mingazow 45'     | Asistencia: 9,000 espectadores Árbitro(s): Oleg Timofejev | Asistencia: 9,000 espectadores Árbitro(s): Oleg Timofejev |

| 21 de enero de 2001 | Skonto Riga | 1 – 0 | Dynamo Kiev | Olympic Sport Complex, Moscú                           |                                                        |
|                     | Buitkus 20' |       |             | Asistencia: 5,000 espectadores Árbitro(s): Oleg Chikun | Asistencia: 5,000 espectadores Árbitro(s): Oleg Chikun |

| 21 de enero de 2001 | Köpetdag Aşgabat | 1 – 0 | Zimbru Chișinău | Spartak Manege, Moscú                                      |                                                            |
|                     | Kuljagazow 12'   |       |                 | Asistencia: 200 espectadores Árbitro(s): Merab Malaguradze | Asistencia: 200 espectadores Árbitro(s): Merab Malaguradze |

| 23 de enero de 2001 | Köpetdag Aşgabat | 0 – 0 | Skonto Riga | Olympic Sport Complex, Moscú                             |  |
|                     |                  |       |             | Asistencia: 500 espectadores Árbitro(s): Valentin Ivanov |  |

| 23 de enero de 2001 | Zimbru Chișinău           | 2 – 2 | Dynamo Kiev                  | Olympic Sport Complex, Moscú                               |                                                            |
|                     | Miterev 26' · Stavilă 77' |       | Fedorov 33' · Byalkevich 63' | Asistencia: 5,000 espectadores Árbitro(s): Viktor Kolpakov | Asistencia: 5,000 espectadores Árbitro(s): Viktor Kolpakov |

## Fase Final

### Semifinal
- Se incluyen dos resultados de la primera ronda: Spartak v Slavia (3–1) y Köpetdag v Skonto (0–0)

| Equipo           | J | G | E | P | GF | GC | GD | Pts |
| ---------------- | - | - | - | - | -- | -- | -- | --- |
| Spartak Moscow   | 3 | 3 | 0 | 0 | 9  | 2  | +7 | 9   |
| Skonto Riga      | 3 | 1 | 1 | 1 | 4  | 5  | -1 | 4   |
| Slavia Mozyr     | 3 | 1 | 0 | 2 | 6  | 6  | 0  | 3   |
| Köpetdag Aşgabat | 3 | 0 | 1 | 2 | 0  | 6  | -6 | 1   |

| 24 de enero de 2001 | Slavia Mozyr   | 1 – 3 | Skonto Riga                                        | Olympic Sport Complex, Moscú                               |                                                            |
|                     | Sļesarčuks 38' |       | Miholaps 14' · Zakreševskis 26' · Koļesņičenko 44' | Asistencia: 3,000 espectadores Árbitro(s): Khagani Mamedov | Asistencia: 3,000 espectadores Árbitro(s): Khagani Mamedov |

| 24 de enero de 2001 | Spartak Moscow             | 2 – 0 | Köpetdag Aşgabat | Olympic Sport Complex, Moscú                            |                                                         |
|                     | Robson 30' · Irismetov 61' |       |                  | Asistencia: 12,000 espectadores Árbitro(s): Oleg Chikun | Asistencia: 12,000 espectadores Árbitro(s): Oleg Chikun |

| 26 de enero de 2001 | Köpetdag Aşgabat | 0 – 4 | Slavia Mozyr                                    | Olympic Sport Complex, Moscú                               |                                                            |
|                     |                  |       | Strypeykis 13' 60' · Vasilyuk 41' · Samatov 77' | Asistencia: 1,500 espectadores Árbitro(s): Viktor Kolpakov | Asistencia: 1,500 espectadores Árbitro(s): Viktor Kolpakov |

| 26 de enero de 2001 | Skonto Riga    | 1 – 4 | Spartak Moscow                                    | Olympic Sport Complex, Moscú                                          |                                                                       |
|                     | Korgalidze 44' |       | Lobaņovs 2' (a.g.) · Marcão 45' 51' · Bulatov 70' | Asistencia: 9,000 espectadores Árbitro(s): Karen Nalbandyan (Armenia) | Asistencia: 9,000 espectadores Árbitro(s): Karen Nalbandyan (Armenia) |

### Final
| 28 de enero de 2001                                        | Spartak Moscow                 | 2 – 1 (t. s.) | Skonto Riga | Olympic Sport Complex, Moscú                              |                                                           |
|                                                            | Robson 75' · Tsykhmeystruk 99' |               | Laizāns 28' | Asistencia: 25,000 espectadores Árbitro(s): Serhiy Shebek | Asistencia: 25,000 espectadores Árbitro(s): Serhiy Shebek |
| Primer campeón del torneo que se define con el gol de oro. |                                |               |             |                                                           |                                                           |

## Campeón
| Copa de la CEI 2001         |
| --------------------------- |
| Bandera de Rusia            |
| FC Spartak Moscow 6º Título |

## Máximos goleadores
| # | Futbolista        | Equipo           | Goles |
| - | ----------------- | ---------------- | ----- |
| 1 | Marcão            | Spartak Moscow   | 4     |
| 1 | Jafar Irismetov   | Spartak Moscow   | 4     |
| 1 | Valery Strypeykis | Slavia Mozyr     | 4     |
| 1 | Raman Vasilyuk    | Slavia Mozyr     | 4     |
| 1 | Mikheil Ashvetia  | Torpedo Kutaisi  | 4     |
| 6 | Umid Isoqov       | Dustlik Tashkent | 3     |
| 6 | Anvarjon Soliev   | Dustlik Tashkent | 3     |
| 6 | Hayk Hakobyan     | Araks Ararat     | 3     |
| 6 | Vidadi Rzayev     | Shamkir          | 3     |
| 6 | Sergei Rodin      | Rusia sub-21     | 3     |